# Wszemierzyce
Wszemierzyce (również Marianówek, niem. Marienhof) – osada w północno-zachodniej Polsce, położona w województwie zachodniopomorskim, w powiecie kołobrzeskim, w gminie Siemyśl, należąca do sołectwa Trzynik.
Według danych z 31 grudnia 2013 r. Wszemierzyce miały 1 mieszkańca.
Przysiółek powstał w poł. XIX w. jako folwark dóbr Unieradz, a później często zmieniał właścicieli. Do 1945 r. wchodził w skład Niemiec jako część gminy (Gemeinde - odpowiednik polskiego sołectwa) Unieradz, od 1945 r. w granicach Polski. W latach 1950–1998 miejscowość administracyjnie należała do województwa koszalińskiego.
We wsi znajduje się zespół pałacowy z pocz. XX wieku. Znajduje się tu ośrodek rehabilitacyjny NZOZ Monar "Marianówek", zajmujący się psychoterapią, leczeniem psychiatrycznym i somatycznym.